# Blantyre United
Blantyre United Football Club (Blantyre Utd) een voetbalclub uit Blantyre (Malawi). Het speelt in het grootste stadion van het land, het Kamazustadion, waar 50.000 mensen in kunnen.